# Фортин-де-лас-Флорес
Фортин-де-лас-Флорес (исп. Fortín de las Flores) — город в Мексике, входит в штат Веракрус, административный центр муниципалитета Фортин.

## История
В 1955 году поселение Фортин получило статус «небольшой городок» (Villa), а название было изменено на Фортин-де-лас-Флорес. В 1959 году оно официально стало городом (Ciudad).